# Ouatier
Der Ouatier ist ein kleiner Fluss in Frankreich, der im Département Cher in der Region Centre-Val de Loire verläuft. Er entspringt unter dem Namen Ruisseau de Valentigny beim gleichnamigen Weiler Valentigny im Gemeindegebiet von Les Aix-d’Angillon, knapp an der Grenze zur Nachbargemeinde Rians. Der Fluss entwässert generell in südwestlicher Richtung und mündet nach rund 18 Kilometern an der Gemeindegrenze von Moulins-sur-Yèvre und Osmoy als rechter Nebenfluss in die Yèvre.

## Orte am Fluss
(Reihenfolge in Fließrichtung)
- Les Aix-d’Angillon
- Sainte-Solange
- Maubranche, Gemeinde Moulins-sur-Yèvre
- Moulins-sur-Yèvre

## Sehenswürdigkeiten
- Château de Maubranche, Schloss aus dem 15. Jahrhundert in Moulins-sur-Yèvre – Monument historique[4]